# فان ستيفنسون
فـان ستيفنسون (بالإنجليزية: Van Stephenson)‏ هو مغن مؤلف أمريكي، ولد في 4 نوفمبر 1953 في هاملتن في الولايات المتحدة، وتوفي في 8 أبريل 2001 في ناشفيل في الولايات المتحدة بسبب ورم ميلانيني.

## وصلات خارجية
- فـان ستيفنسون على موقع IMDb (الإنجليزية)
- فـان ستيفنسون على موقع ميوزك برينز (الإنجليزية)
- فـان ستيفنسون على موقع أول ميوزيك (الإنجليزية)
- فـان ستيفنسون على موقع ديسكوغز (الإنجليزية)